# António Andrade (rugbysta)
António Andrade – portugalski rugbysta, trzykrotny reprezentant Portugalii w rugby union mężczyzn. 
Jego pierwszym meczem w reprezentacji było spotkanie z Holandią, które zostało rozegrane 5 kwietnia 1970 w Hilversum. Ostatni raz w reprezentacji zagrał 20 lutego 1972 w Padwie, kiedy to jego reprezentacja podejmowała drużynę Włoch.